# ティリー伯ヨハン・セルクラエス

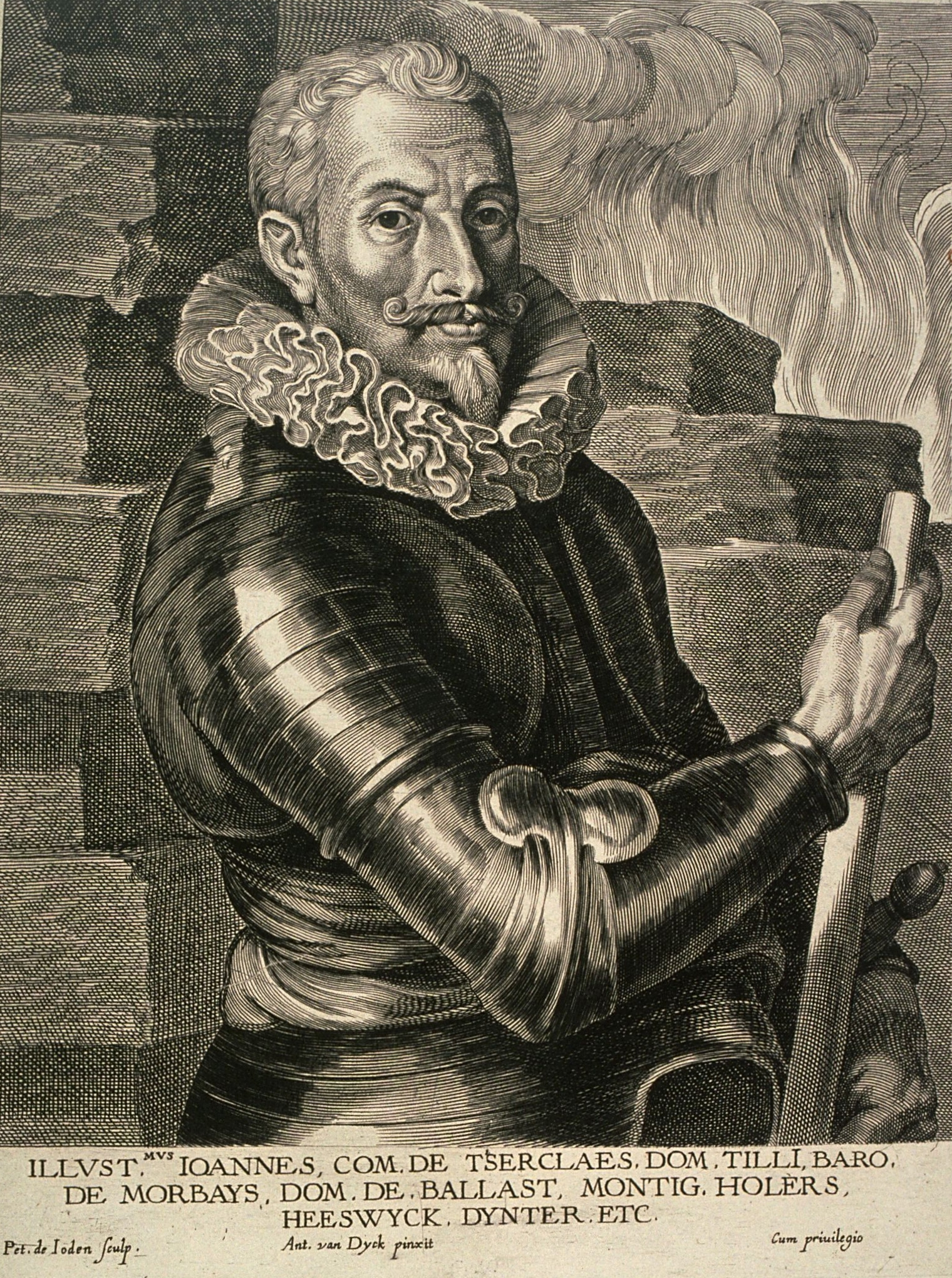
アンソニー・ヴァン・ダイクによる肖像画

ヨハン・セルクラエス・グラーフ・フォン・ティリー（Johann t'Serclaes Graf von Tilly, 1559年 - 1632年4月30日）は、ブラバント公国のヴィレス・ラ・ヴィル（現在のベルギー・ブラバン・ワロン州）出身の将軍、傭兵隊長。三十年戦争ではバイエルン軍を率い、カトリック連盟の総司令官として戦争序盤の主導権を握った。敬虔なカトリック信徒で「甲冑をまとった修道士」と呼ばれた。

## 生涯

### 前半生
1559年、ティリーはブラバント公国のティリー城で貴族の家系に生まれた。若い頃から強い信仰心を持ち、一度はイエズス会に入会しようとしたが、ただ祈るよりも神の敵を排除した方がよいと思い直し、剣で神に奉仕することを決意した。パルマ公アレッサンドロ・ファルネーゼ率いるスペイン軍に参加したのを皮切りに、雇い主を変えながら各地を転戦、着実に軍歴を積み重ねていった。ティリーは軍営でも敬虔な態度を崩さず、常に保護者である聖母マリアに祈りを捧げていた。その敬虔な姿から「甲冑をまとった修道士」と呼ばれるようになった。
1598年からはバイエルン公マクシミリアン1世に仕え、東方から侵攻するオスマン帝国と戦った。この頃にはすでにティリーの名声は確立しており、バイエルン公も彼を高く評価して次々と昇進させた。1601年に騎兵および砲兵少将、1604年に騎兵大将、1605年には陸軍元帥となった。
1608年、神聖ローマ帝国のプロテスタント諸侯はプロテスタント同盟を結成した。これに対抗するため、1609年、バイエルン公を盟主としてカトリック連盟が結成され、ティリーは連盟の総司令官に任命された。

### 三十年戦争
1618年、ボヘミアのプロテスタントが神聖ローマ皇帝顧問官を窓から放り投げる事件が発生（プラハ窓外投擲事件）、これによって三十年戦争の第一段階であるボヘミア・プファルツ戦争が勃発した。ティリーはカトリック連盟の総司令官として皇帝軍に合流、ボヘミアへの進軍を開始した。1620年11月8日、皇帝軍は白山の戦いでボヘミア軍を破り、ボヘミア王兼プファルツ選帝侯フリードリヒ5世は逃亡した。
1621年、皇帝軍司令官のブコワ伯カレル・ボナヴェントゥラが死亡し、皇帝軍司令官となったティリーはフリードリヒ5世の本領であるプファルツへ侵攻した。プロテスタント連合軍を率いるのはエルンスト・フォン・マンスフェルトとクリスティアン・フォン・ブラウンシュヴァイク＝ヴォルフェンビュッテル、バーデン＝ドゥルラハ辺境伯ゲオルク・フリードリヒの3名だったが、彼らは共同行動がとれず、ティリーの進軍を阻止できなかった。スペイン軍と合流した皇帝軍は、1622年5月6日、ヴィンプフェンの戦いでバーデン辺境伯を破り、6月22日のヘーヒストの戦いでマンスフェルトとブラウンシュヴァイクも撃破、9月19日にはハイデルベルクを占領してプファルツを制圧した。
1623年2月23日、神聖ローマ皇帝フェルディナント2世は国外に亡命中のフリードリヒ5世から選帝侯の資格を没収してバイエルン公に与えた。フリードリヒ5世は領土奪還を図るが、8月6日、ティリーはシュタットローンの戦いでブラウンシュヴァイクの軍に壊滅的な打撃を与えた。この敗報を受けたフリードリヒ5世は、やむなく皇帝と休戦協定を結んだ。マンスフェルトはイングランドへ亡命した。
1625年、強大化する皇帝権力に危機感を覚えたデンマーク王国が参戦を表明、三十年戦争の第2段階であるデンマーク・ニーダーザクセン戦争が開始された。ティリーは引き続き皇帝軍司令官として戦争を指揮することになったが、兵力が不足していたため、フェルディナント2世に軍の増強を要請した。資金難に陥っていたフェルディナント2世は難色を示したが、この時アルブレヒト・フォン・ヴァレンシュタインが兵力の提供を申し出た。ヴァレンシュタインの動員した軍は2万を超え、さらに時を追うごとに増員していった。これによって戦況は皇帝軍優位に傾いた。
1626年4月25日、ヴァレンシュタイン率いる皇帝軍はデッサウの戦いでマンスフェルト率いるプロテスタント連合軍を破った。同年8月26日、続いてティリーがルッターの戦いでデンマーク軍に壊滅的な打撃を与えた。デンマーク王クリスティアン4世は本国に逃亡した。その後、戦力を再編して再びドイツに侵攻したが、ヴォルガストの戦いでまたもヴァレンシュタインに敗北、1629年にデンマークと神聖ローマ帝国の間に休戦条約が結ばれた（リューベックの和約）。

### マクデブルク劫掠

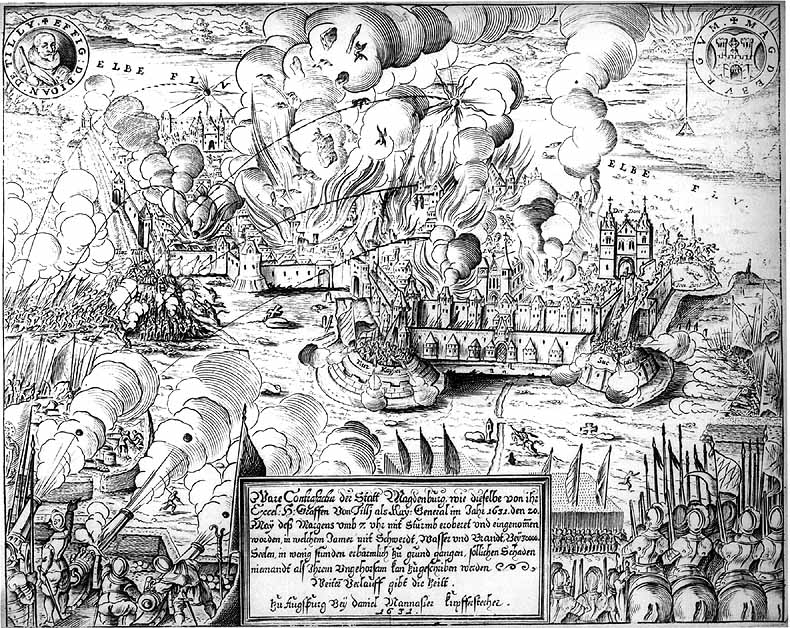
マクデブルク劫掠

1630年7月、グスタフ2世アドルフ率いるスウェーデン軍がドイツに上陸、三十年戦争は第3段階のスウェーデン戦争に突入した。同年6月のレーゲンスブルクにおける選帝侯会議の結果、8月にヴァレンシュタインが罷免され、皇帝軍の指揮権は再びティリーが一手に握ることになった。11月、ティリーはスウェーデンに味方したハンザ同盟の都市マクデブルクを包囲した。包囲戦は半年にわたり、1631年5月20日（ユリウス暦10日）、マクデブルクは抵抗の末に陥落した。陥落と同時に兵士たちが市街に流れ込み、街は徹底した略奪と焼き討ちにさらされた。マクデブルクは3日間にわたって炎上し続け、生き残った市民は3万人のうちわずかに5千人とされている。生存者の大半は兵士に捕らえられた女性であり、性的陵辱の対象となった。

ティリーはフェルディナント2世にこう書き送っている。 
この勝利はトロイやイェルサレムの襲撃以来、皆無であったものです。陛下や后妃、侍女たちがこの光景を見られないのは残念であります。
マクデブルク劫掠、あるいはマクデブルクの惨劇などと呼ばれるこの事件がもたらした政治的ダメージは深刻であった。皇帝に対するプロテスタントの怒りは頂点に達し、ドイツ北部ではスウェーデン軍が強権支配からの解放軍として歓呼をもって迎えられた。それまであいまいな態度をとり続けていたザクセン選帝侯ヨハン・ゲオルク1世、ブランデンブルク選帝侯ゲオルク・ヴィルヘルムもスウェーデン軍と同盟を結んだ。また、諸外国も皇帝に対して非難を隠さなかった。ティリー自身にとっても、それまで積み上げてきた名声を失墜させ、悪名を後世に残すことになった。
1631年7月、深刻な食糧不足に陥った皇帝軍は、食料を求めてザクセンへ侵攻し、9月にザクセンの中心都市であるライプツィヒを陥落させた。これに対しザクセン軍と合流したスウェーデン軍は、決戦を挑むべくライプツィヒへ向かっていた。

### ブライテンフェルトの戦い
1631年9月17日（ユリウス暦7日）、ライプツィヒ北方の小村ブライテンフェルト付近で、ティリー率いる皇帝軍約33,000と、グスタフ2世アドルフ率いるスウェーデン・ザクセン連合軍約40,000が会戦した（ブライテンフェルトの戦い）。

実は当初、ティリー伯は会戦せずに籠城戦を考えていた。ところが彼の副官であるパッペンハイムがこれに不服を唱え、独断で進撃。なし崩し的に会戦となった。

皇帝軍はテルシオと呼ばれる戦闘隊形を組んだ。一方、スウェーデン軍は部隊を旅団ごとに分ける新編成をとっていた。また、大砲の数も多く、火力で皇帝軍に優越していた。
戦闘は2時間にわたる砲戦で始まった。序盤でティリーはザクセン軍を敗退させることに成功し、続いてスウェーデン軍の左翼を側面攻撃しようとした。これに対し、グスタフ2世アドルフは予備の部隊を投入して戦線を維持するとともに、皇帝軍に合わせて歩兵戦列を旋回させた。これは従来の鈍重なテルシオでは困難な機動であり、柔軟な部隊運動の可能なスウェーデン軍だからこそとれた戦術であった。まもなくスウェーデン軍は、優勢な火力で皇帝軍の戦列を破砕し、これを敗退せしめた。
戦後、ティリーの手元に残った兵力はわずか6,000名前後であり、一方の連合軍の損害は3,000名程度に過ぎなかった。皇帝軍の損害は甚大なものであり、約13,000名が死傷し、残余はスウェーデン軍に雇われた。このブライテンフェルトの戦いは、反皇帝勢力にとっては初めての大きな勝利であった。

### レヒ川の戦い、そして死
ブライテンフェルトの戦いの後、ティリーの軍隊は本領であるバイエルンまで後退した。グスタフ2世アドルフはドイツ中部を制圧した後バイエルンに侵攻、レヒ川を挟んでティリー軍と対峙した（レヒ川の戦い）。
1632年4月15日（ユリウス暦5日）、グスタフ2世アドルフは攻撃を命令した。両軍が砲火を交わす中、スウェーデン軍の精鋭が強行渡河をして橋頭堡を獲得した。続けてスウェーデン軍本隊も渡河を終え、皇帝軍に攻撃を加えた。ティリーは戦闘序盤でスウェーデン軍の砲撃によって負傷し、後方に運ばれていた。指揮はヨハン・フォン・アルトリンゲンが引き継いだが、間もなく彼も負傷した。相次ぐ高級将校の負傷によって指揮系統に乱れが生じ、やむなくバイエルン公マクシミリアン1世は撤退を開始させた。
ティリーはインゴルシュタットに運ばれたが、その傷は重く破傷風を併発し、回復の見込みはなかった。フェルディナント2世は、やむなく一度は罷免したヴァレンシュタインに再就任を要請した。病床でこの一報を聞いたティリーは、ヴァレンシュタインに幸運を祈る手紙を送り、さらに自軍の古参兵に6,000ターラーを贈るという遺言書をしたためた後、4月30日に74歳で死去した。最期の言葉は「レーゲンスブルク」だったと伝えられている。レーゲンスブルクは帝国防衛にとって重要な軍事拠点であり、ティリーは最期まで防衛のことを考えていたのである。

## 備考
- ローテンブルク・オプ・デア・タウバーの前市長ヌッシュ（Nusch）に対して、ティリー伯が「汝が大盃のワインを全部飲み干したら全住民を助けてやろう」と述べた有名な逸話がある。

## 参考書籍
- シセリー・ヴェロニカ・ウェッジウッド著、瀬原義生訳『ドイツ三十年戦争』刀水書房、2003年。ISBN 978-4887083172